# Liste der Monuments historiques in Grasse
Die Liste der Monuments historiques in Grasse führt die Monuments historiques in der französischen Gemeinde Grasse auf.

## Liste der Bauwerke
| Bezeichnung                  | Beschreibung | Standort                                        | Kennzeichnung | Schutzstatus   | Datum     | Bild           |
| ---------------------------- | ------------ | ----------------------------------------------- | ------------- | -------------- | --------- | -------------- |
| Kathedrale Notre-Dame-du-Puy |              | (Lage)                                          | PA00080727    | Classé         | 1920      | weitere Bilder |
| Kapelle Saint-Thomas         |              | (Lage)                                          | PA00080728    | Inscrit        | 1931      | weitere Bilder |
| Domaine de la Ferrage        |              | 93, chemin de l’Orme (Lage)                     | PA00080932    | Inscrit Classé | 1989 1992 |                |
| Domaine de Saint-Donat       |              | La Paoute (Lage)                                | PA00080933    | Inscrit        | 1990      |                |
| Église de l’Oratoire         |              | Rue de l’Oratoire (Lage)                        | PA00080729    | Inscrit        | 1941      | weitere Bilder |
| Kirche St-Laurent            |              | Magagnosc (Lage)                                | PA00080730    | Inscrit        | 1968      | weitere Bilder |
| Brunnen                      |              | Place aux Aires (Lage)                          | PA00080731    | Inscrit        | 1931      | weitere Bilder |
| Hôtel de Cabris              |              | 16, boulevard Fragonard (Lage)                  | PA00080732    | Inscrit        | 1962      | weitere Bilder |
| Hôtel Court de Fontmichel    |              | 18, rue Amiral-de-Grasse (Lage)                 | PA00080733    | Inscrit        | 1965 1966 | weitere Bilder |
| Hôtel Fanton d’Andon         |              | 14, rue Gazan (Lage)                            | PA00080734    | Inscrit        | 1966      | weitere Bilder |
| Hôtel de Pontèves            |              | 2, boulevard du Jeu-de-Ballon (Lage)            | PA00080735    | Inscrit Classé | 1979      | weitere Bilder |
| Haus                         |              | 3, rue de Mougins-Roquefort Rue Repitrel (Lage) | PA00080738    | Inscrit        | 1936      |                |
| Haus                         |              | 15, rue de Mougins-Roquefort (Lage)             | PA00080737    | Inscrit        | 1936      |                |
| Maison Tournaire             |              | Place de la Roque (Lage)                        | PA00080739    | Inscrit        | 1932      | weitere Bilder |
| Denkmal für Léon Chiris      |              | Boulevard Fragonard (Lage)                      | PA06000032    | Inscrit        | 2009      |                |
| Kriegerdenkmal               |              | Place du Petit-Puy (Lage)                       | PA06000037    | Inscrit        | 2010      | weitere Bilder |
| Ehemaliger Bischofspalast    |              | (Lage)                                          | PA00080740    | Classé         | 1937      | weitere Bilder |
| Parfumerie Roure-Bertrand    |              | 57, avenue Pierre-Sémard (Lage)                 | PA06000024    | Inscrit        | 2004      |                |
| Parfumeries Chiris           |              | 19-23, avenue Pierre-Sémard (Lage)              | PA00080934    | Inscrit        | 1989      |                |
| Porte Neuve                  |              | (Lage)                                          | PA00080741    | Inscrit        | 1925      | weitere Bilder |
| Villa d’Andon                |              | Route de Nice (Lage)                            | PA00125703    | Classé         | 1995      |                |
| Villa Fragonard              |              | 23, boulevard Fragonard (Lage)                  | PA00080736    | Classé Inscrit | 1957 1989 | weitere Bilder |
| Villa Noailles               |              | 59, avenue Guy-de-Maupassant (Lage)             | PA00080742    | Inscrit Classé | 1987 1996 | weitere Bilder |
| Villa Saint-Jean             |              | 91, chemin de Saint-Jean (Lage)                 | PA00080964    | Inscrit        | 1992      |                |
| Villa Santa Clara            |              | 12, avenue Yves-Emmanuel-Baudoin (Lage)         | PA06000031    | Inscrit        | 2007      | weitere Bilder |

## Liste der Objekte
- Monuments historiques (Objekte) in Grasse in der Base Palissy des französischen Kultusministeriums